# 크루즈 패밀리: 뉴 에이지
《크루즈 패밀리: 뉴 에이지》(영어: The Croods: A New Age)는 2020년 공개된 미국의 컴퓨터 애니메이션 영화로, 2013년 공개된 《크루즈 패밀리》의 속편이다. 드림웍스 애니메이션이 제작하고 유니버설 픽처스가 배급하였다.

## 줄거리
크루즈 가족과 가이, 그리고 그들의 애완동물 청키와 더글라스는 영구적으로 정착할 곳을 찾아 위험한 생명체들과 싸우며 새로운 고향을 헤매고 있다. 가족의 가부장인 그루그는 가이와 딸 이프 사이에 싹트는 로맨스에 대해 점점 더 걱정하고 있는데, 그들이 나머지 가족을 떠나 버릴까 봐 두려워한다.
크루즈 가족의 여정은 그루그가 거대한 벽을 발견하고 가족을 이끌고 그 너머의 낙원 같은 땅으로 넘어가는 예상치 못한 전환점을 맞는다. 그들은 곧 그 땅의 주인인 필과 호프 베터맨에게 붙잡히는데, 그들은 가이의 고인이 된 부모님의 친구였던 해부학적 현대인으로, 현재는 기술적으로 진보한 상태이다. 그들은 크루즈 가족을 풀어주지만, 그들을 깔보고 행동한다. 가이가 자신들과 함께 있는 것이 더 나을 것이라고 믿는 필과 호프는 가이가 이프와 크루즈 가족을 떠나도록 할 계획을 세운다.
그루그가 베터맨 가족과 함께 지내는 시간은 불편해진다. 필이 그를 사우나인 자신의 맨 케이브로 데려가자, 그는 가이가 자신들과 함께 있고 이프는 가족과 함께 있어야 한다고 믿는 필에게 조종당한다. 호프 또한 그루그의 아내 우가를 조종하려 하지만 실패하고, 그루그와 우가는 떠날 것을 고려한다. 이프는 필과 호프의 딸 던이 벽 밖으로 나간 적이 없다는 것을 알게 된다. 이프는 던을 설득하여 청키를 이용해 신나는 드라이브를 하러 함께 탈출하지만, 그들의 모험은 엉망이 되어 둘 다 엉망이 된다. 돌아오자마자 가이는 이프의 무모함을 꾸짖고, 이로 인해 둘 사이에 불화가 생긴다.
저녁 식사 중 긴장이 고조되고, 그루그는 필과의 대화 중 일부를 실수로 드러낸다. 베터맨 가족이 자신들의 차이점에 대해 깔보는 것에 진절머리가 난 크루즈 가족은 떠나기로 결정하고, 가이는 남기로 선택한다. 그러나 그들의 출발은 펀치 원숭이들에 의해 방해받는데, 그 원숭이들은 그루그와 우가가 바나나를 모두 먹어치워 필이 매일 제공하던 바나나를 받지 못해 화가 나 있었다. 펀치 원숭이들은 그루그, 필, 가이를 붙잡아 자신들의 소굴로 데려가고, 나머지 크루즈 가족과 베터맨 가족은 그들의 냄새를 따라간다.
소굴에서 필의 관개 사업 중 하나가 원숭이들의 물 공급을 막았다는 것이 밝혀진다. 원숭이들은 끔찍한 가시 맨드릴라와의 평화를 유지하기 위해 추가 음식을 제공해야 했기 때문에 바나나를 대가로 요구했다. 한편, 나머지 크루즈 가족과 베터맨 가족은 소년들의 냄새를 잃고 얼어붙은 황무지에 고립되어 거대한 늑대 거미들을 만난다. 호프는 마침내 크루즈 가족에 대한 자신의 편견을 받아들이고, 그녀와 다른 사람들은 서로를 동등하게 받아들이고 스스로를 "천둥 자매들"이라고 부르기로 결정한다. 그들은 펀치 원숭이들이 그루그, 필, 가이를 가시 맨드릴라에게 희생시키려 할 때 마침내 그들을 찾아낸다. 가이와 이프는 화해하고 거대한 해골 샹들리에를 사용하여 가시 맨드릴라를 심연에 떨어뜨려 죽게 하고, 두 가족은 탈출한다.
차이점이 해결되자 베터맨 가족은 크루즈 가족을 자신들의 땅에 이웃으로 살도록 초대한다. 가이와 이프는 베터맨 가족의 침실 중 하나를 사용하기로 하고, 펀치 원숭이들은 그들의 옆집 이웃이 된다.

## 출연진
- 니콜라스 케이지 - 그루그 역
- 엠마 스톤 - 이프 역
- 라이언 레이놀즈 - 가이 역
  - 게이브리얼 잭 - 어린 가이 역
- 캐서린 키너 - 우가 역
- 클라크 듀크 - 텅크 역
- 클로리스 리치먼 - 그랜 역
- 케일리 크로퍼드 - 샌디 역
- 피터 딘클리지 - 필 베터맨 역
- 레슬리 만 - 호프 베터맨 역
- 켈리 마리 트란 - 던 베터맨 역
- 크리스 샌더스 - 벨트 역
- 제임스 라이언 개리 - 새시 역
- 멜리사 디즈니 - 가이의 어머니 역
- 조엘 크로퍼드 - 가이의 아버지 역
- 아르테미스 펩다니 - 추가 목소리 역

## 수상
- 2021년 제78회 골든 글로브 시상식 후보 장편애니메이션상
- 2021년 제48회 애니 어워드 후보 장편애니메이션:FX, 성우, 스토리보딩, 캐릭터 디자인, 캐릭터 애니메이션상, 최우수 장편 애니메이션